# Temporada de challengers da WTA de 2022
A temporada de challengers da WTA de 2022 foi o circuito secundário das tenistas profissionais organizado pela Associação de Tênis Feminino (WTA) para o ano em questão. O análogo masculino é o ATP Challenger Tour, e define-se como transição ao tênis de elite.
Situa-se abaixo do calendário principal e acima do circuito feminino da ITF.
Por causa da invasão da Ucrânia pela Rússia, a Rússia e a Bielorrússia sofreram sanções das entidades tenísticas a partir de 28 de fevereiro. Uma delas, que afeta este circuito, é que os jogadores dessas nações podem competir, mas sob bandeira neutra.

## Calendário

### Países
| Torneios | País(es)                                        | País(es)                                      |
| -------- | ----------------------------------------------- | --------------------------------------------- |
| 6        | França                                          | França                                        |
| 2        | Espanha · Estados Unidos                        | Itália · Roménia                              |
| 1        | Alemanha · Andorra · Argentina · Canadá · Chile | Croácia · Hungria · México · Suécia · Uruguai |

### Mudanças
- Torneio(s):
  - Debutantes: Andorra-a-Velha, Bari, Bucareste, Budapeste, Colina, Contrexéville, Gaiba, Iași, Makarska, Marbella, Paris, Parma (depois cancelado), Portorož (depois cancelado), Puerto Vallarta (depois cancelado), Rouen, Tampico, Valência e Vancouver;
  - Cancelados: Parma, Portorož e Puerto Vallarta;
  - Extintos: Bol, Belgrado, Charleston, Chicago, Columbus e Seul;

### Semana a semana

#### Legenda
Abaixo estão exemplos, com explicações usando o elemento dica de contexto. Basta passar o cursor sobre cada linha pontilhada para lê-las.
| Semana de     | Torneio                                                                                    | Campeã(s)             | Vice-campeã(s)        | Resultado        |
| ------------- | ------------------------------------------------------------------------------------------ | --------------------- | --------------------- | ---------------- |
| 29 de outubro | OEC Taipei WTA Ladies Open · Taipé, Taiwan · US$ 125.000 – carpete (coberto) – 32S•16Q•16D | jogadora 1            | jogadora 2            | 7–61, 56–7, 6–4  |
| 29 de outubro | OEC Taipei WTA Ladies Open · Taipé, Taiwan · US$ 125.000 – carpete (coberto) – 32S•16Q•16D | jogadora 3 jogadora 4 | jogadora 5 jogadora 6 | 4–6, 6–4, [11–9] |

| Ordenação dos torneios | Quando mais de um torneio acontecer durante a semana: 1. Cidade (A-Z) |

| Ícones | Clicável      |                                        |                                           |
| Ícones | Clicável      | edição do torneio                      |                                           |
| Ícones | Não-clicáveis |                                        | primeiro título conquistado na modalidade |
| Ícones | Não-clicáveis | o(a) jogador(a)/país defendeu o título |                                           |

#### Torneios
| Semana de      | Torneio                                                                                               | Campeã(s) | Vice-campeã(s) | Resultado |
| -------------- | --- | --- | --- | --- |
| 28 de março    | AnyTech365 Andalucía Open Marbella, Espanha € 92.742 – saibro – 32S•8D                                | Mayar Sherif | Tamara Korpatsch | 7–61, 6–4 |
| 28 de março    | AnyTech365 Andalucía Open Marbella, Espanha € 92.742 – saibro – 32S•8D                                | Irina Bara Ekaterine Gorgodze                                                                                           | Vivian Heisen Katarzyna Kawa                                                                                            | 6–4, 3–6, [10–6] |
| 2 de maio      | L'Open 35 de Saint-Malo Saint-Malo, França € 92.742 – saibro – 32S•14Q•15D                            | Beatriz Haddad Maia | Anna Blinkova | 7–63, 6–3 |
| 2 de maio      | L'Open 35 de Saint-Malo Saint-Malo, França € 92.742 – saibro – 32S•14Q•15D                            | Eri Hozumi Makoto Ninomiya                                                                                              | Estelle Cascino Jessika Ponchet                                                                                         | 7–61, 6–1 |
| 9 de maio      | Liqui Moly Open Karlsruhe Karlsruhe, Alemanha € 92.742 – saibro – 32S•8D                              | Mayar Sherif | Bernarda Pera | 6–2, 6–4 |
| 9 de maio      | Liqui Moly Open Karlsruhe Karlsruhe, Alemanha € 92.742 – saibro – 32S•8D                              | Mayar Sherif Panna Udvardy                                                                                              | Yana Sizikova Alison Van Uytvanck                                                                                       | 5–7, 6–4, [10–2] |
| 9 de maio      | Trophée Lagardère Paris, França € 92.742 – saibro – 32S•8Q•16D                                        | Claire Liu | Beatriz Haddad Maia | 6–3, 6–4 |
| 9 de maio      | Trophée Lagardère Paris, França € 92.742 – saibro – 32S•8Q•16D                                        | Beatriz Haddad Maia Kristina Mladenovic                                                                                 | Oksana Kalashnikova Miyu Kato                                                                                           | 5–7, 6–4, [10–4] |
| 30 de maio     | Makarska Open Makarska, Croácia US$ 115.000 – saibro – 32S•5Q•8D                                      | Jule Niemeier | Elisabetta Cocciaretto                                                                                                  | 7–5, 6–1 |
| 30 de maio     | Makarska Open Makarska, Croácia US$ 115.000 – saibro – 32S•5Q•8D                                      | Dalila Jakupović Tena Lukas                                                                                             | Olga Danilović Aleksandra Krunić                                                                                        | 5–7, 6–2, [10–5] |
| 6 de junho     | BBVA Open Internacional de Valencia Valência, Espanha US$ 115.000 – saibro – 32S•11Q•8D               | Zheng Qinwen | Wang Xiyu | 6–4, 4–6, 6–3 |
| 6 de junho     | BBVA Open Internacional de Valencia Valência, Espanha US$ 115.000 – saibro – 32S•11Q•8D               | Aliona Bolsova Rebeka Masarova                                                                                          | Alexandra Panova Arantxa Rus                                                                                            | 6–0, 6–3 |
| 13 de junho    | Veneto Open Internazionali Confindustria Venezia e Rovigo Gaiba, Itália US$ 115.000 – grama – 32S•16D | Alison Van Uytvanck | Sara Errani | 6–4, 6–3 |
| 13 de junho    | Veneto Open Internazionali Confindustria Venezia e Rovigo Gaiba, Itália US$ 115.000 – grama – 32S•16D | Madison Brengle Claire Liu                                                                                              | Vitalia Diatchenko Oksana Kalashnikova                                                                                  | 6–4, 6–3 |
| 4 de julho     | Nordea Open Båstad, Suécia US$ 115.000 – saibro – 32S•16Q•16D                                         | Jang Su-jeong | Rebeka Masarova | 3–6, 6–3, 6–1 |
| 4 de julho     | Nordea Open Båstad, Suécia US$ 115.000 – saibro – 32S•16Q•16D                                         | Misaki Doi Rebecca Peterson                                                                                             | Mihaela Buzărnescu Irina Khromacheva                                                                                    | w.o. |
| 4 de julho     | Grand Est Open 88 Contrexéville, França US$ 115.000 – saibro – 32S•16Q•16D                            | Sara Errani | Dalma Gálfi | 6–4, 1–6, 7–64 |
| 4 de julho     | Grand Est Open 88 Contrexéville, França US$ 115.000 – saibro – 32S•16Q•16D                            | Ulrikke Eikeri Tereza Mihalíková                                                                                        | Han Xinyun Alexandra Panova                                                                                             | 7–68, 6–2 |
| 1º de agosto   | BCR Iași Open Iași, Romênia US$ 115.000 – saibro – 32S•15Q•16D                                        | Ana Bogdan | Panna Udvardy | 6–2, 3–6, 6–1 |
| 1º de agosto   | BCR Iași Open Iași, Romênia US$ 115.000 – saibro – 32S•15Q•16D                                        | Darya Astakhova Andreea Rosca                                                                                           | Réka-Luca Jani Panna Udvardy                                                                                            | 7–5, 5–7, [10–7] |
| 8 de agosto    | Thoreau Tennis Open Concord, Estados Unidos US$ 115.000 – duro – 32S•16Q•14D                          | Coco Vandeweghe | Bernarda Pera | 6–3, 5–7, 6–4 |
| 8 de agosto    | Thoreau Tennis Open Concord, Estados Unidos US$ 115.000 – duro – 32S•16Q•14D                          | Varvara Flink Coco Vandeweghe                                                                                           | Peangtarn Plipuech Moyuka Uchijima                                                                                      | 6–3, 7–63 |
| 15 de agosto   | Odlum Brown VanOpen Vancouver, Canadá US$ 115.000 – duro – 32S•16Q•16D                                | Valentini Grammatikopoulou                                                                                              | Lucia Bronzetti | 6–2, 6–4 |
| 15 de agosto   | Odlum Brown VanOpen Vancouver, Canadá US$ 115.000 – duro – 32S•16Q•16D                                | Miyu Kato Asia Muhammad                                                                                                 | Tímea Babos Angela Kulikov                                                                                              | 6–3, 7–5 |
| 5 de setembro  | Open Delle Puglie Bari, Itália US$ 115.000 – saibro – 32S•8Q•14D                                      | Julia Grabher | Nuria Brancaccio | 6–4, 6–2 |
| 5 de setembro  | Open Delle Puglie Bari, Itália US$ 115.000 – saibro – 32S•8Q•14D                                      | Elisabetta Cocciaretto Olga Danilović                                                                                   | Andrea Gámiz Eva Vedder                                                                                                 | 6–2, 6–3 |
| 12 de setembro | Țiriac Foundation Trophy Bucareste, Romênia US$ 115.000 – saibro – 32S•16Q•8D                         | Irina-Camelia Begu | Réka-Luca Jani | 6–3, 6–3 |
| 12 de setembro | Țiriac Foundation Trophy Bucareste, Romênia US$ 115.000 – saibro – 32S•16Q•8D                         | Aliona Bolsova Andrea Gámiz                                                                                             | Réka-Luca Jani Panna Udvardy                                                                                            | 7–5, 6–3 |
| 12 de setembro | Zavarovalnica Sava Portorož Portorož, Eslovênia US$ 115.000 – duro – 32S•16Q•16D                      | Cancelado antes da estreia (programado desde o início da temporada, foi excluído na atualização de 27 de julho de 2022) | Cancelado antes da estreia (programado desde o início da temporada, foi excluído na atualização de 27 de julho de 2022) | Cancelado antes da estreia (programado desde o início da temporada, foi excluído na atualização de 27 de julho de 2022) |
| 19 de setembro | Budapest Ladies Open Budapeste, Hungria € 92.742 – saibro – 32S•16Q•14D                               | Tamara Korpatsch | Viktoriya Tomova | 7–63, 46–7, 6–0 |
| 19 de setembro | Budapest Ladies Open Budapeste, Hungria € 92.742 – saibro – 32S•16Q•14D                               | Anna Bondár Kimberley Zimmermann                                                                                        | Jesika Malečková Renata Voráčová                                                                                        | 6–3, 2–6, [10–5] |
| 26 de setembro | Parma 125 Parma, Itália US$ 115.000 – saibro – 32S•16Q•16D                                            | Cancelado antes da estreia (programado desde o início da temporada, foi excluído na atualização de 27 de julho de 2022) | Cancelado antes da estreia (programado desde o início da temporada, foi excluído na atualização de 27 de julho de 2022) | Cancelado antes da estreia (programado desde o início da temporada, foi excluído na atualização de 27 de julho de 2022) |
| 17 de outubro  | Open Capfinances Rouen Métropole Rouen, França € 115.000 – duro (coberto) – 32S•8Q•13D                | Maryna Zanevska | Viktorija Golubic | 7–66, 6–1 |
| 17 de outubro  | Open Capfinances Rouen Métropole Rouen, França € 115.000 – duro (coberto) – 32S•8Q•13D                | Natela Dzalamidze Kamilla Rakhimova                                                                                     | Misaki Doi Oksana Kalashnikova                                                                                          | 6–2, 7–5 |
| 24 de outubro  | Abierto Tampico Tampico, México US$ 115.000 – duro – 32S•11Q•13D                                      | Elisabetta Cocciaretto                                                                                                  | Magda Linette | 7–65, 4–6, 6–1 |
| 24 de outubro  | Abierto Tampico Tampico, México US$ 115.000 – duro – 32S•11Q•13D                                      | Tereza Mihalíková Aldila Sutjiadi                                                                                       | Ashlyn Krueger Elizabeth Mandlik                                                                                        | 7–5, 6–2 |
| 31 de outubro  | Dow Tennis Classic Midland, Estados Unidos US$ 115.000 – duro (coberto) – 32S•16Q•16D                 | Catherine McNally | Anna-Lena Friedsam | 6–3, 6–2 |
| 31 de outubro  | Dow Tennis Classic Midland, Estados Unidos US$ 115.000 – duro (coberto) – 32S•16Q•16D                 | Asia Muhammad · Alycia Parks                                                                                            | Anna-Lena Friedsam Nadiia Kichenok                                                                                      | 6–2, 6–3 |
| 31 de outubro  | Puerto Vallarta Open Puerto Vallarta, México US$ 115.000 – duro – 32S•16Q•16D                         | Cancelado (programado desde o início da temporada, foi excluído na atualização de 27 de julho de 2022)                  | Cancelado (programado desde o início da temporada, foi excluído na atualização de 27 de julho de 2022)                  | Cancelado (programado desde o início da temporada, foi excluído na atualização de 27 de julho de 2022)                  |
| 7 de novembro  | LP Chile Colina Open Colina, Chile US$ 115.000 – saibro – 32S•8Q•16D                                  | Mayar Sherif | Kateryna Baindl | 3–6, 7–63, 7–5 |
| 7 de novembro  | LP Chile Colina Open Colina, Chile US$ 115.000 – saibro – 32S•8Q•16D                                  | Yana Sizikova Aldila Sutjiadi                                                                                           | Mayar Sherif Tamara Zidanšek                                                                                            | 6–1, 3–6, [10–7] |
| 14 de novembro | Argentina Open Buenos Aires, Argentina US$ 115.000 – saibro – 32S•8Q•16D                              | Panna Udvardy | Danka Kovinić | 6–4, 6–1 |
| 14 de novembro | Argentina Open Buenos Aires, Argentina US$ 115.000 – saibro – 32S•8Q•16D                              | Irina Bara · Sara Errani                                                                                                | Jang Su-jeong You Xiaodi                                                                                                | 6–1, 7–5 |
| 21 de novembro | Montevideo Open Montevidéu, Uruguai US$ 115.000 – saibro – 32S•8Q•16D                                 | Diana Shnaider | Léolia Jeanjean | 6–4, 6–4 |
| 21 de novembro | Montevideo Open Montevidéu, Uruguai US$ 115.000 – saibro – 32S•8Q•16D                                 | Irina Bara Ekaterine Gorgodze                                                                                           | Carolina Alves Marina Bassols Ribera                                                                                    | 6–4, 6–3 |
| 28 de novembro | Crèdit Andorrà Open Andorra-a-Velha, Andorra € 92.742 – duro (coberto) – 32S•8D                       | Alycia Parks | Rebecca Peterson | 6–1, 6–4 |
| 28 de novembro | Crèdit Andorrà Open Andorra-a-Velha, Andorra € 92.742 – duro (coberto) – 32S•8D                       | Cristina Bucșa Weronika Falkowska                                                                                       | Angelina Gabueva Anastasia Zakharova                                                                                    | 7–64, 6–1 |
| 5 de dezembro  | Open P2i Angers Arena Loire Angers, França € 92.742 – duro (coberto) – 32S•14Q•8D                     | Alycia Parks | Anna-Lena Friedsam | 6–4, 4–6, 6–4 |
| 5 de dezembro  | Open P2i Angers Arena Loire Angers, França € 92.742 – duro (coberto) – 32S•14Q•8D                     | Alycia Parks Zhang Shuai                                                                                                | Miriam Kolodziejová Markéta Vondroušová                                                                                 | 6–2, 6–2 |
| 12 de dezembro | Open BLS de Limoges Limoges, França € 92.742 – duro (coberto) – 32S•8Q•8D                             | Anhelina Kalinina | Clara Tauson | 6–3, 5–7, 6–4 |
| 12 de dezembro | Open BLS de Limoges Limoges, França € 92.742 – duro (coberto) – 32S•8Q•8D                             | Oksana Kalashnikova Marta Kostyuk                                                                                       | Alicia Barnett Olivia Nicholls                                                                                          | 7–5, 6–1 |

## Distribuição de pontos
A distribuição de pontos para torneios 125 em 2022 foi definida:
| Evento        | T   | F  | SF | QF | R16 | R32 | R64 | R128 | Q | Q3 | Q2 | Q1 |
| ------------- | --- | -- | -- | -- | --- | --- | --- | ---- | - | -- | -- | -- |
| WTA 125 (S)   | 160 | 95 | 57 | 29 | 15  | 1   | –   | -    | 6 | -  | 4  | 1  |
| WTA 125 (16D) | 160 | 95 | 57 | 29 | 1   | -   | -   | -    | - | -  | -  | -  |
| WTA 125 (8D)  | 160 | 95 | 57 | 1  | -   | -   | -   | -    | - | -  | -  | -  |

## Prêmio
Entre os vencedores do WTA Awards de 2022, o relacionado a este circuito foi anunciado em janeiro de 2023.
Torneio WTA 125 do ano:  Båstad.